# John Martyn (botanik)

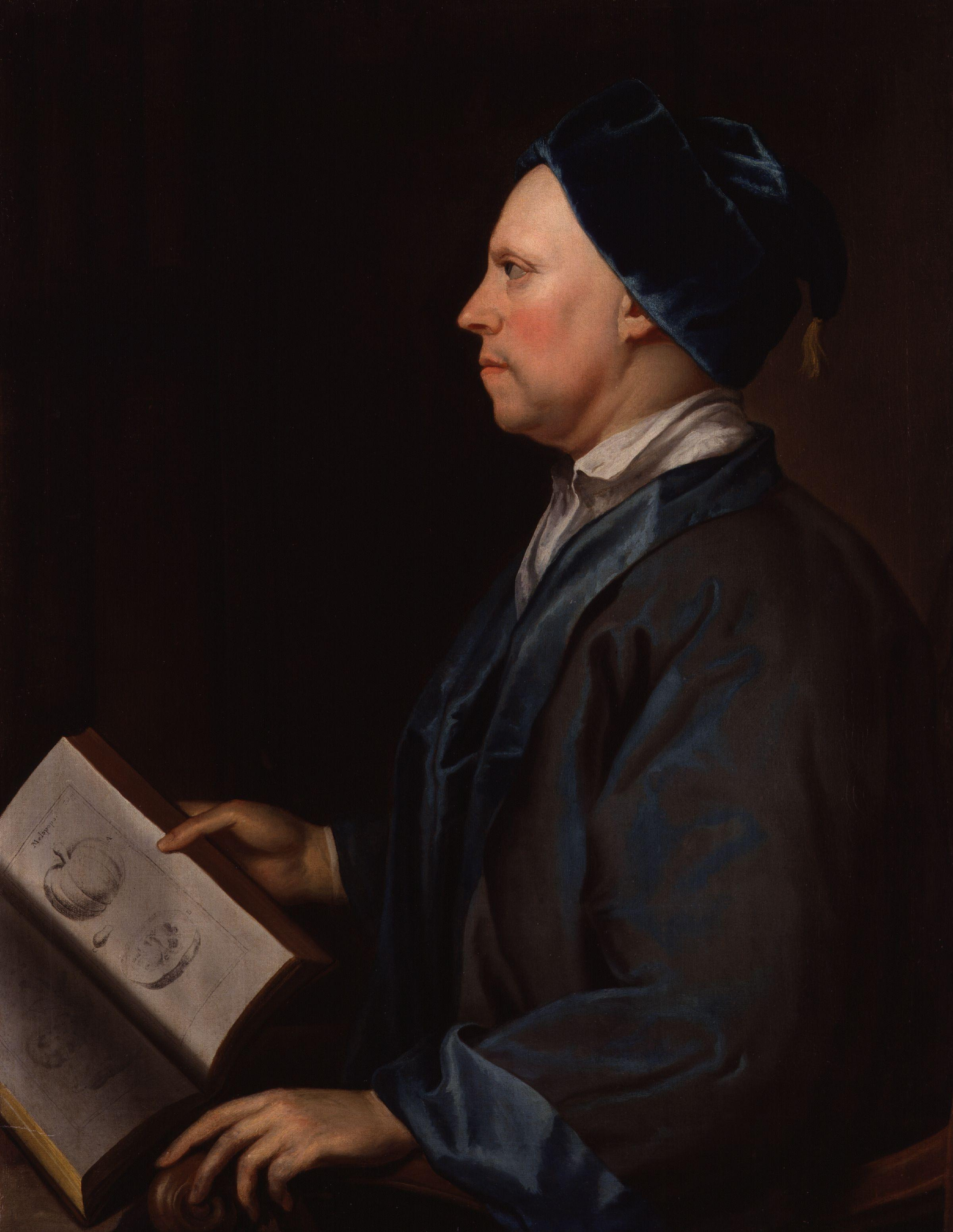
John Martyn

John Martyn (1699-1768) – brytyjski botanik.
W 1721 roku w Oksfordzie Johann Jakob Dillen (1687-1747) i Martyn założyli Towarzystwo Botaniczne - Botanical Society. Martyn pracował wówczas jako pomocnik Dillena. Martyn stał się po śmierci Dillena najważniejszym badaczem Towarzystwa. 
Dziełem Martyna była Historia plantarum rariorum wydana w Londynie u Richarda Reily w 1728 roku.